# Marienfenster (La Ferrière)

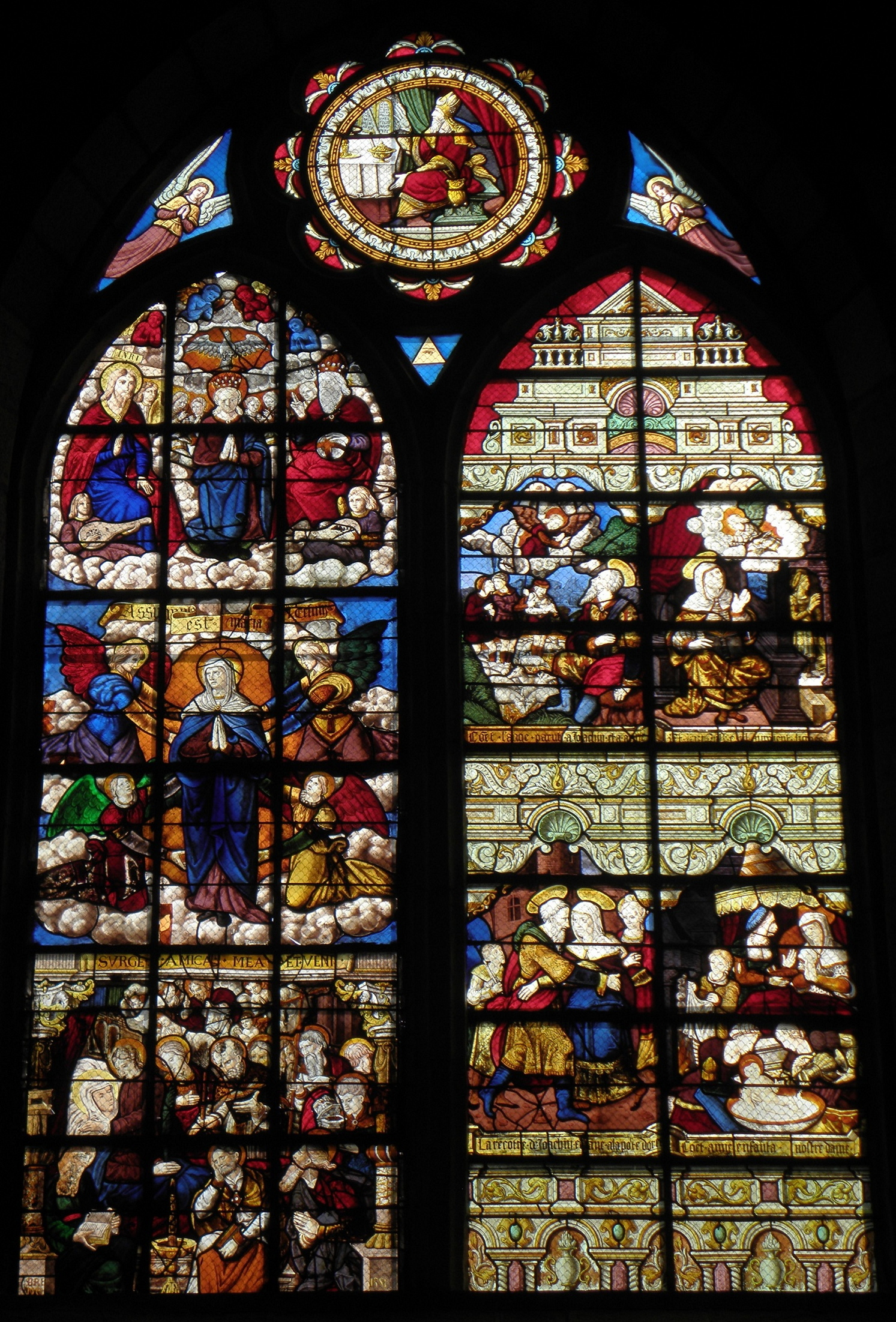
Marienfenster in La Ferrière

Das Marienfenster in der katholischen Kirche Notre-Dame in La Ferrière, einer ehemaligen französischen Gemeinde im Département Côtes-d’Armor der Region Bretagne, wurde 1551 geschaffen. Das Bleiglasfenster wurde 1908 als Monument historique in die Liste der geschützten Objekte (Base Palissy) in Frankreich aufgenommen.
Das zentrale Fenster im Chor wird der Werkstatt von Michel Bayonne in Rennes zugeschrieben. Es zeigt auf zwei Lanzetten verschiedene Szenen aus dem Leben Mariens: Geburt und Tod, Himmelfahrt und Krönung.
Auf dem Fenster sind folgende Inschriften vorhanden: „COMMENT L'ANGE PARUT A JOACHIM ET A ANNE ET LEUR DIT QU'ILS AURAIENT LIGNEE“, „LA RENCONTRE DE JOACHIM ET ANNE A LA PORTE DOREE“, „COMMENT ANNE ENFANTA NOTRE-DAME“ und „SURGE AMICA MEA“.
Im Jahr 1899 wurde das Fenster von der Werkstatt Laigneau restauriert, wobei aus den Resten zweier Fenster das heutige Fenster entstand. Ebenso wurden Ergänzungen vorgenommen. 
Neben dem Marienfenster sind noch vier weitere Fenster in der Kirche aus der Zeit der Renaissance erhalten.   

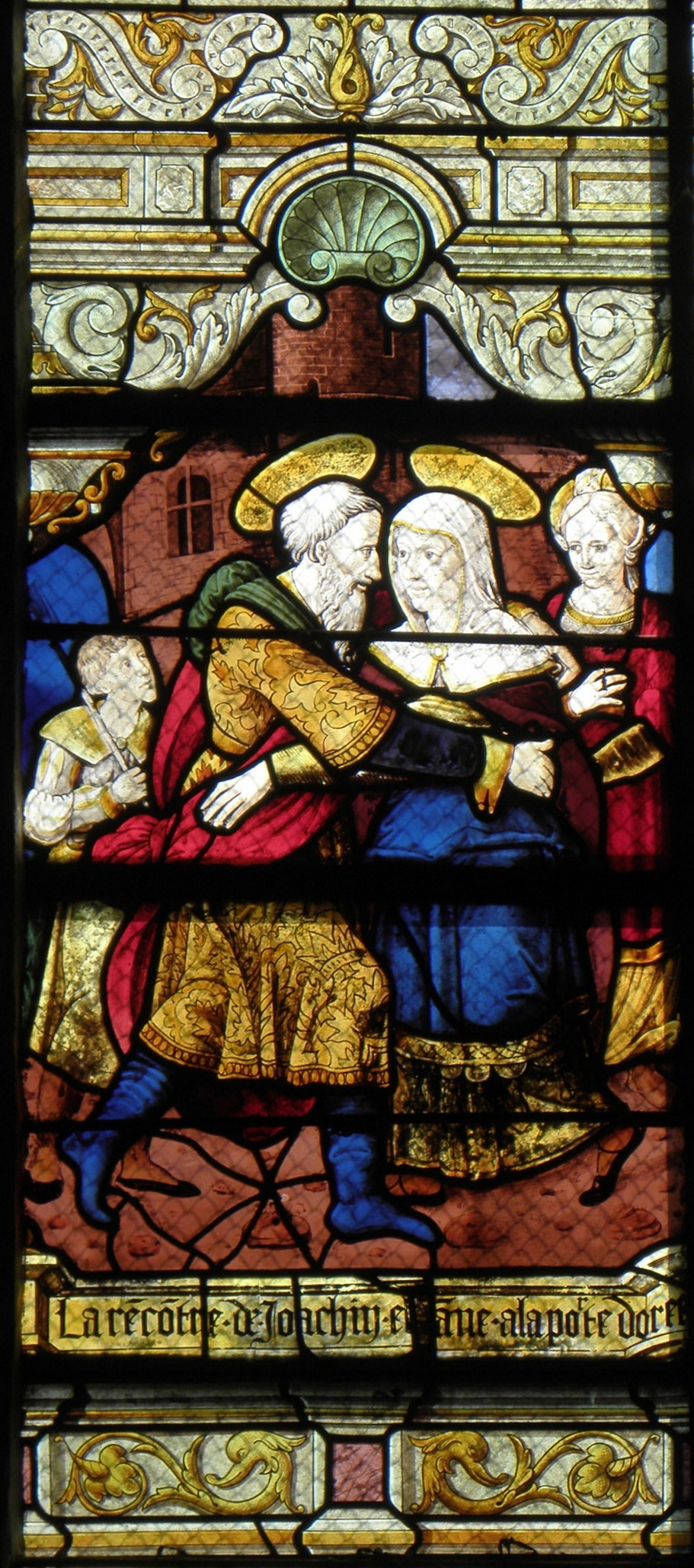
Begegnung von Anna und Joachim (die Eltern von Maria) an der Goldenen Pforte
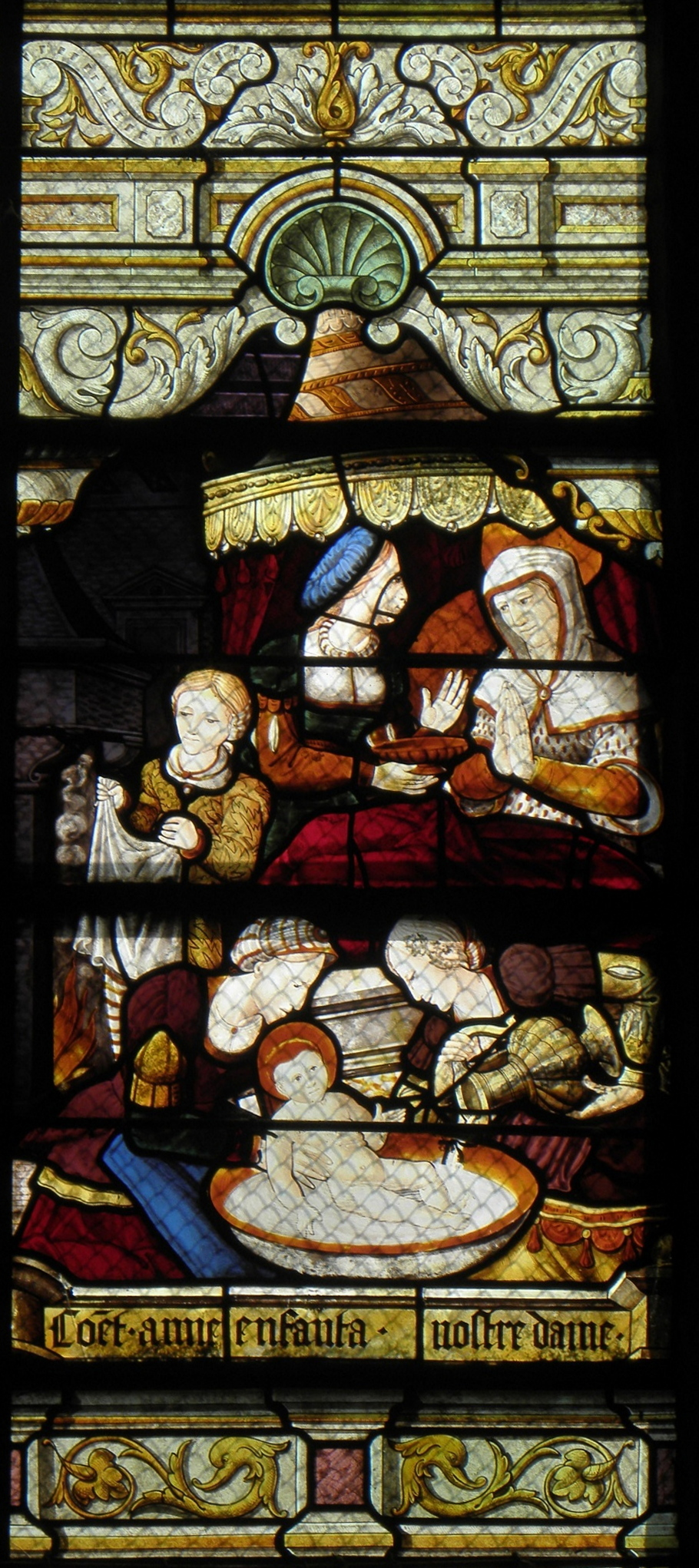
Mariä Geburt
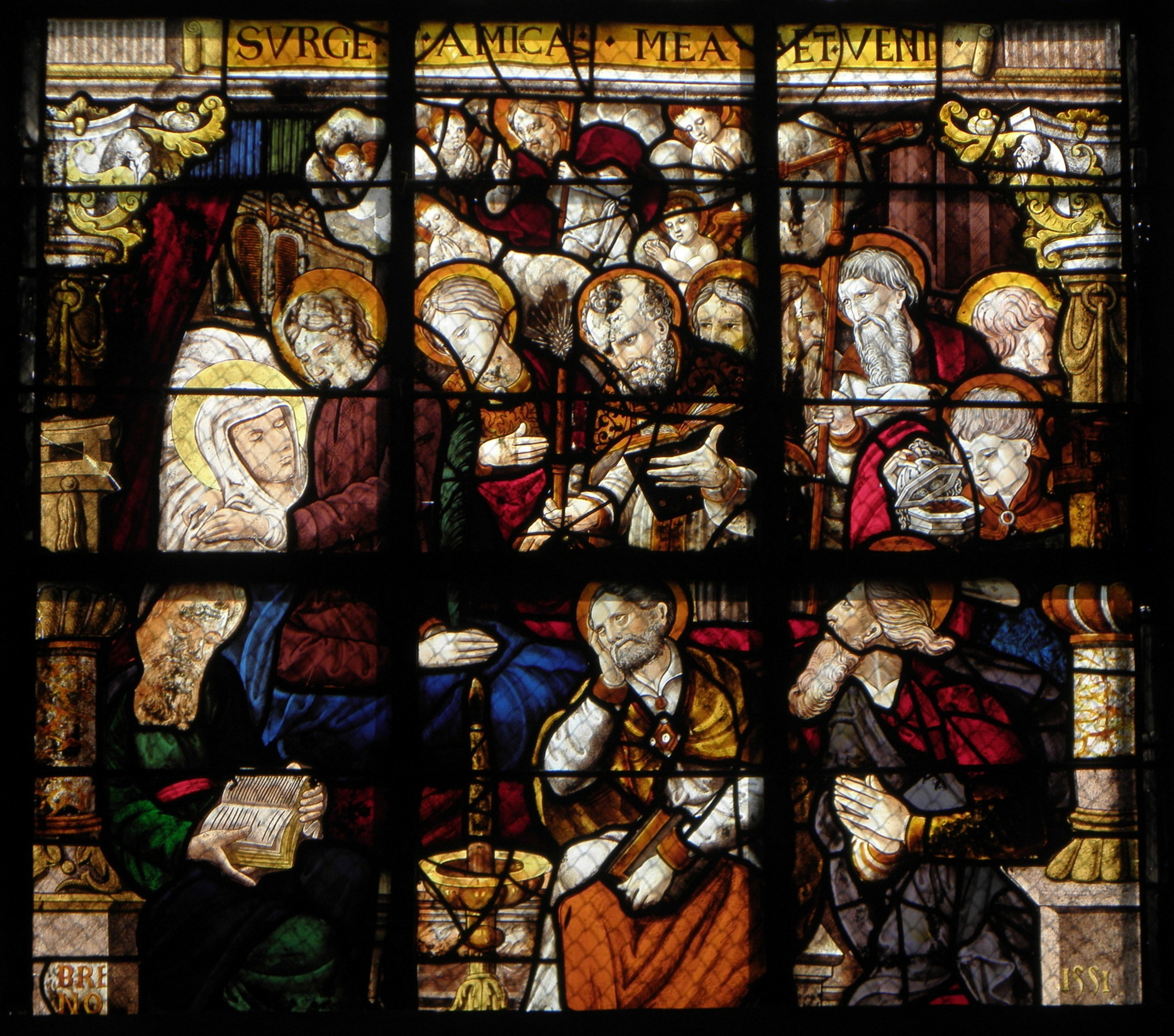
Tod Mariens (auf der Basis der rechten Säule die Jahreszahl 1551)

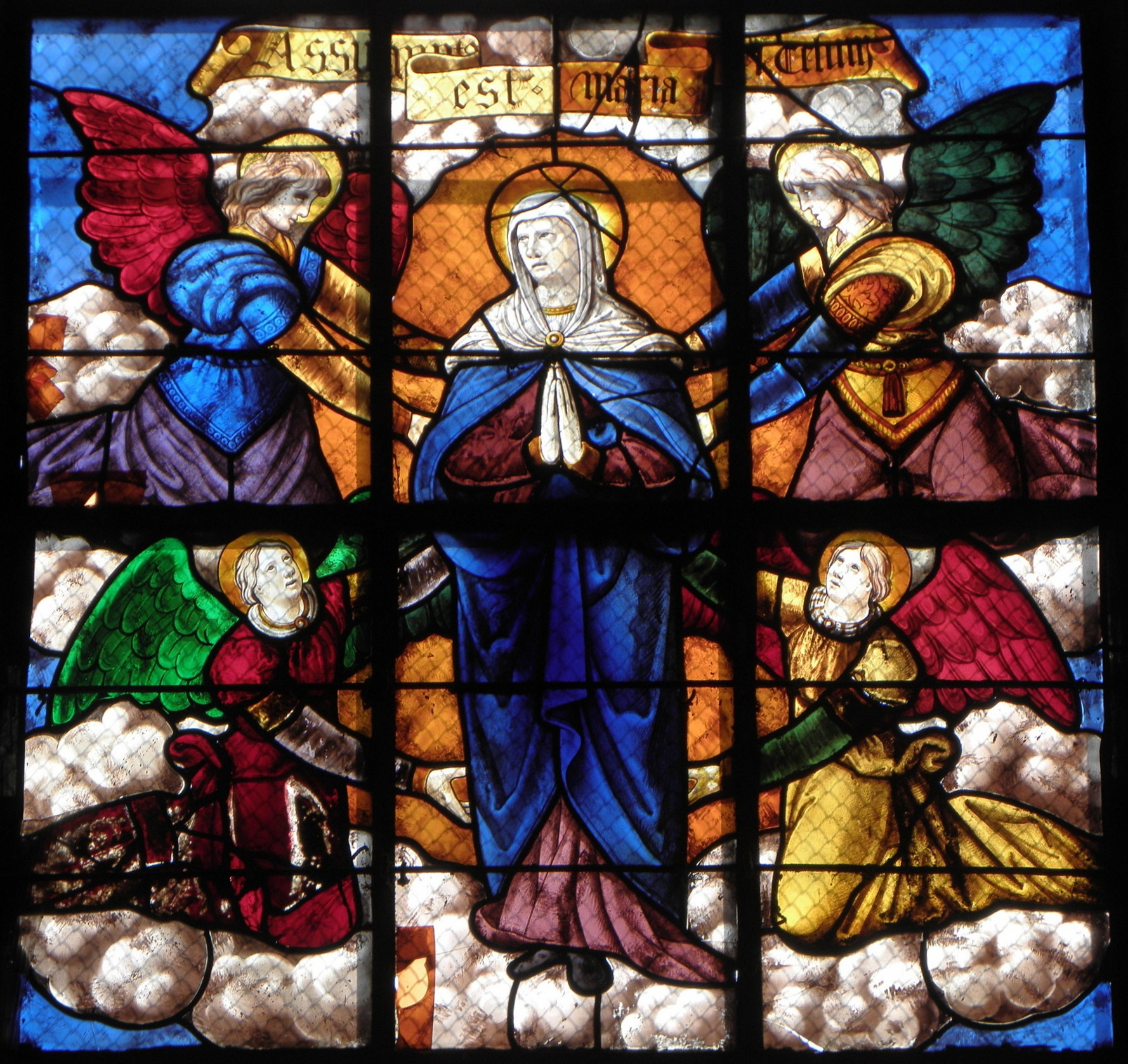
Mariä Himmelfahrt
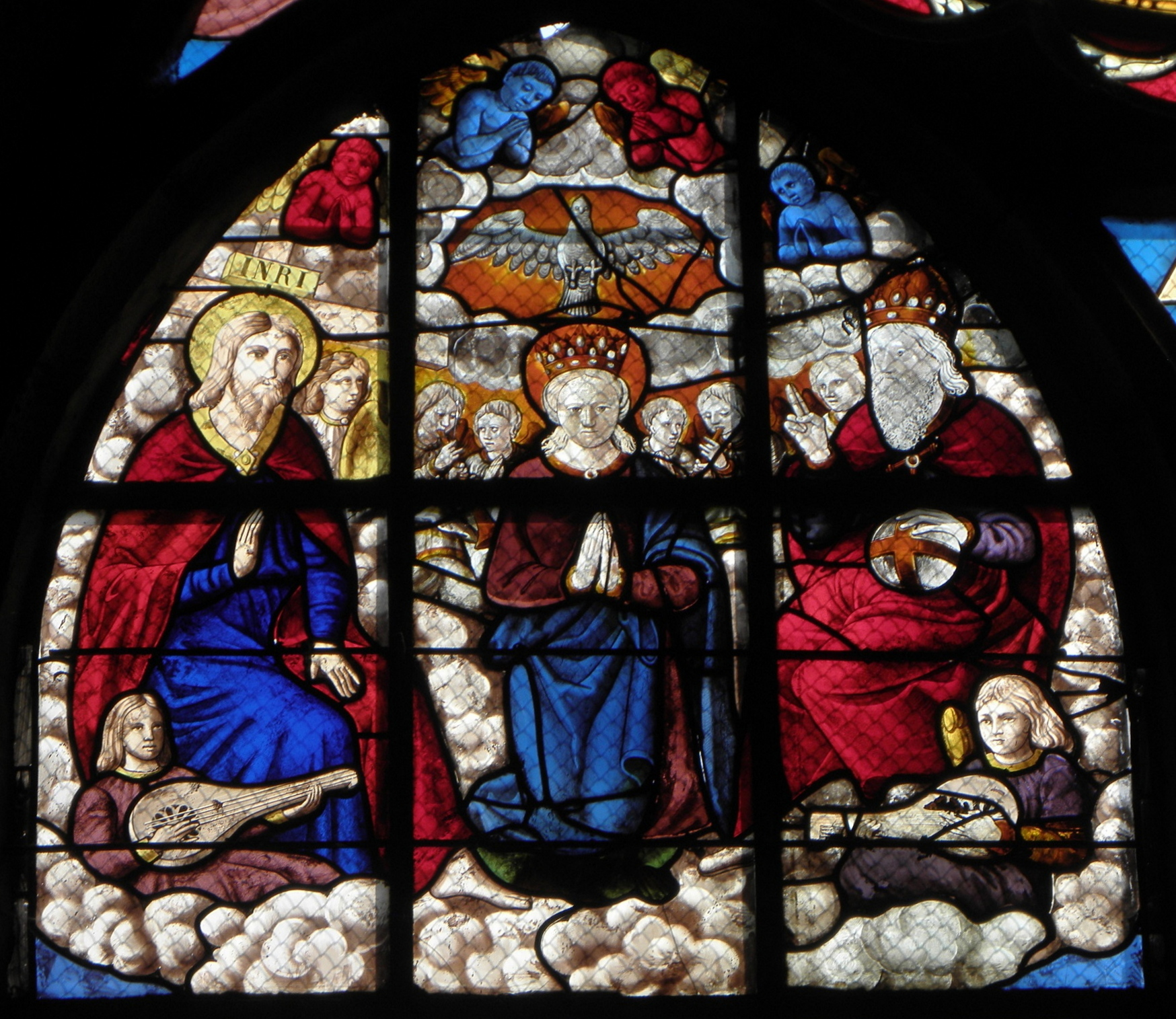
Krönung Mariens
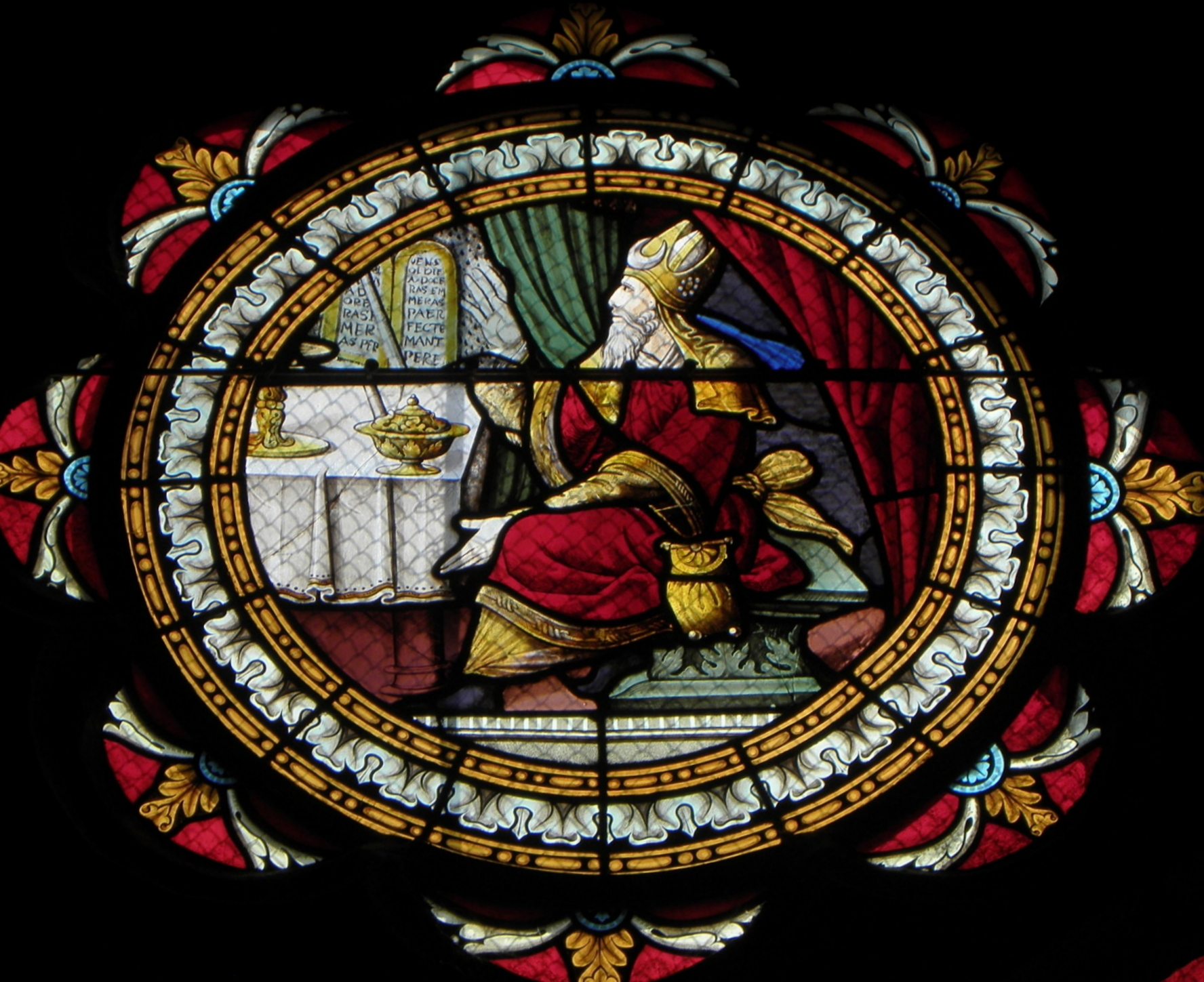
Moses (ganz oben)